# Technics
Technics (テクニクス, Tekunikusu) is een merknaam van Panasonic Corporation, een bedrijf dat diverse elektronische apparatuur produceert.

## Beschrijving
Technics produceerde diverse hifi-producten, zoals platenspelers, versterkers, receivers, cassettespelers, cd-spelers, en luidsprekers. Het merk moest in de begintijd concurreren met Nakamichi. Vanaf 2002 zijn de producten hernoemd naar Panasonic, behalve in landen als Japan en Rusland, waar het merk nog een hoge naam heeft. In Europa wordt de merknaam Technics nog toegepast voor dj-apparatuur, elektronische piano's, en kleine hifi-systemen.

## Geschiedenis

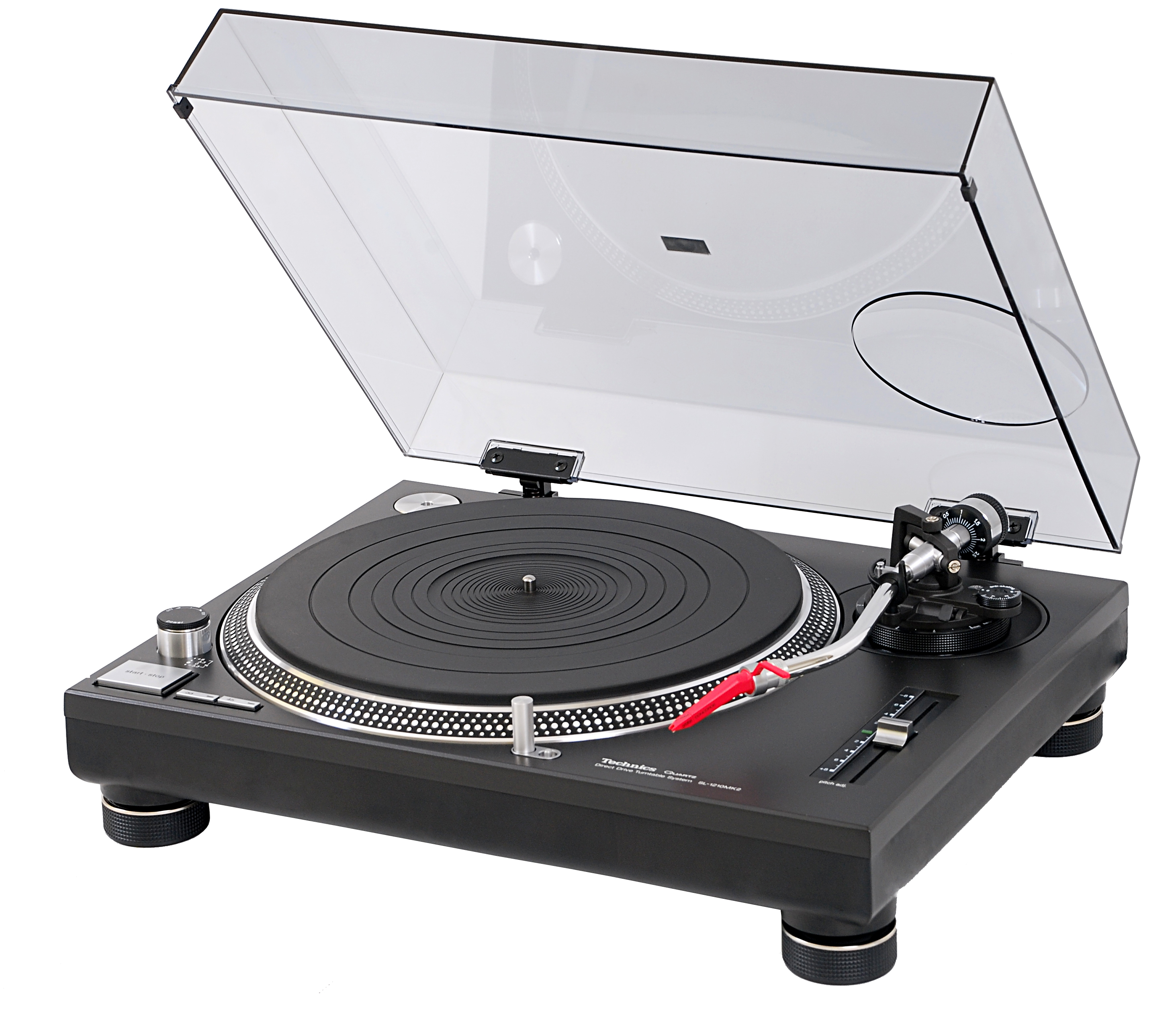
Een Technics SL-1210 MK2E platenspeler.

Technics begon in 1965 als een merknaam voor duurdere luidsprekers die door Matsushita uitsluitend in Japan werden verkocht. De naam werd steeds bekender door de internationale verkoop van platenspelers. In 1969 lanceerde Technics de SP-10, een draaitafel met direct-aangestuurde motor voor de professionele markt, gevolgd door de SL-1100 in 1971. Dit was de voorloper van de SL-1200 (later de SL-1200 MK2), waar laatstgenoemde een veelgebruikte platenspeler was voor dj's. De SL-1200 MK2 bevat een variabel toonhoogte-mechanisme ("pitch control"), en hield een relatief constante draaisnelheid vast.
In 1973 ontstond het logo in de huidige vorm.
Ondanks dat Technics oorspronkelijk een merk specifiek gericht op de high-end markt was, produceert het bedrijf apparatuur in elke prijsklasse.

### 1200-serie
Wereldwijd is de meest gebruikte platenspeler voor het mixen van muziek de Technics SL-1200-serie. Een direct aangedreven (in tegenstelling tot met een snaar aangedreven) platenspeler met een mogelijkheid tot graduele aanpassing van de snelheid (pitch-control) op zowel 33 als 45 toeren per minuut. De 1200-serie werd geïntroduceerd in 1972, en is 40 jaar in productie geweest.

## Terugkeer
In 2014 kondigde Panasonic aan dat het audiomerk Technics terugkeert naar de Europese markt. Er werden twee nieuwe series hifiaudiosystemen uitgebracht, het R1-systeem en het C700-systeem.

## Apparatuur
Een greep uit de producten van Technics tussen 1970 en 2002 zijn:
- platenspelers
- voorversterkers
- receivers
- tuners
- bandrecorders
- cd-spelers
- cassettedecks
- equalizers
- mini-geluidssystemen
- luidsprekers
- hoofdtelefoons
- digitale piano's
- keyboards
- orgels